# The House You Live In
The House You Live In è un singolo del cantautore e produttore sudcoreano J.Y. Park, pubblicato nel 2007 come primo estratto dal suo settimo album in studio, Back to Stage. Il brano segna il ritorno di J.Y. Park come cantante solista dopo una pausa di sei anni, durante i quali si è concentrato principalmente sulla produzione musicale e sullo sviluppo di artisti di successo come Rain e le Wonder Girls.

## Descrizione
Il brano, scritto e prodotto da J.Y. Park, è una ballata R&B che affronta temi di nostalgia e rimpianto. Il testo racconta la storia di un uomo che osserva da lontano la sua ex compagna, ora felice con la sua nuova famiglia, riflettendo sulla perdita e sul rimpianto per un amore passato. Musicalmente, la canzone si caratterizza per un arrangiamento emotivo, supportato da una melodia lenta e strumenti tradizionali misti a sonorità contemporanee.

## Accoglienza
The House You Live In è stato accolto positivamente dalla critica e dal pubblico, che ha elogiato la profondità emotiva della canzone e la qualità vocale di J.Y. Park. È stato anche descritto come un brano capace di mettere in risalto la sua abilità di trasmettere emozioni autentiche attraverso la musica.

## Videoclip
Il videoclip della canzone rafforza la narrazione del brano, mostrando J.Y. Park mentre segue i passi della sua ex compagna e osserva la sua vita da spettatore, simboleggiando l'impossibilità di ritornare al passato.